# Município de Sterling (condado de Brown, Ohio)
O município de Sterling (em inglês: Sterling Township) é um município localizado no condado de Brown no estado estadounidense de Ohio. No ano de 2010 tinha uma população de 4.427 habitantes e uma densidade populacional de 60,12 pessoas por km².

## Geografia
O município de Sterling encontra-se localizado nas coordenadas 39° 04′ 55″ N, 83° 58′ 31″ O. Segundo a Departamento do Censo dos Estados Unidos, o município tem uma superfície total de 73.64 km², da qual 73.64 km² correspondem a terra firme e (0%) 0 km² é água.

## Demografia
Segundo o censo de 2010, tinha 4.427 habitantes residindo no município de Sterling. A densidade populacional era de 60,12 hab./km². Dos 4.427 habitantes, o município de Sterling estava composto pelo 98.08% brancos, o 0.41% eram afroamericanos, o 0.11% eram amerindios, o 0.11% eram asiáticos, o 0.05% eram insulares do Pacífico, o 0.07% eram de outras raças e o 1.17% pertenciam a duas ou mais raças. Do total da população o 0.32% eram hispanos ou latinos de qualquer raça.